# Макієвка (Нерчинський район)
Макі́євка (рос. Макеевка) — село у складі Нерчинського району Забайкальського краю, Росія. Входить до складу Нерчинського міського поселення.

## Населення
Населення — 40 осіб (2010; 63 у 2002).
Національний склад (станом на 2002 рік):
- росіяни — 89 %